# Hit Sale (chanson)
Pour l'album de Therapie Taxi, voir Hit Sale.
Singles de Therapie Taxi
Salop(e)
(2014) PVP
(2018)
Pistes de Hit Sale
J'en ai marre
(2)
Hit Sale est un single musical du groupe français Therapie Taxi featuring Roméo Elvis, sorti en novembre 2017.

## Genèse
Le groupe contacte Roméo Elvis via leur label. Le rappeur donne son accord le lendemain de la demande.

## Accueil critique
Pour Paris Match Belgique, le groupe brise les codes avec un titre « diablement efficace ».

## Classements
| Classement (2017-18)                           | Meilleure position |
| ---------------------------------------------- | ------------------ |
| Belgique (Wallonie Ultratop 50 Singles)        | 1                  |
| Belgique (Wallonie Ultratip Bubbling Under 50) | 12                 |
| Belgique (Wallonie Ultratop 50 Airplay)        | 8                  |
| France (SNEP)                                  | 18                 |
| France (SNEP Megafusion)                       | 12                 |

## Certification
| Pays     | Organisme | Certification | Seuil                            |
| -------- | --------- | ------------- | -------------------------------- |
| Belgique | BEA       | Or            | 10 000                           |
| France   | SNEP      | Diamant       | 50 millions d'équivalent streams |